# Episodi di Dixon of Dock Green (sesta stagione)
La sesta stagione della serie televisiva Dixon of Dock Green è andata in onda nel Regno Unito dal 12 settembre 1959 al 2 aprile 1960 su BBC One.
| nº | Titolo originale              | Prima TV UK       |
| -- | ----------------------------- | ----------------- |
| 1  | The Bent Screw                | 12 settembre 1959 |
| 2  | The Lodgers                   | 19 settembre 1959 |
| 3  | The Kid from Kirkintilloch    | 26 settembre 1959 |
| 4  | A Little Bit of Science       | 3 ottobre 1959    |
| 5  | A Bomb Called Mary            | 10 ottobre 1959   |
| 6  | The Case for Patrick Mulligan | 17 ottobre 1959   |
| 7  | An Hour After Midnight        | 24 ottobre 1959   |
| 8  | Shaking the Law               | 31 ottobre 1959   |
| 9  | George Drops the Book         | 7 novembre 1959   |
| 10 | Beyond Control                | 14 novembre 1959  |
| 11 | A Flask of Black Coffee       | 21 novembre 1959  |
| 12 | A Question of Decibels        | 28 novembre 1959  |
| 13 | A Toast for Sandy Brownrigg   | 5 dicembre 1959   |
| 14 | Send for Santa Claus          | 12 dicembre 1959  |
| 15 | Ma's Seven Bundles            | 19 dicembre 1959  |
| 16 | A Piece of Pink Ribbon        | 26 dicembre 1959  |
| 17 | The Knock Man                 | 2 gennaio 1960    |
| 18 | A Very Peculiar Business      | 9 gennaio 1960    |
| 19 | The Guilty Party              | 16 gennaio 1960   |
| 20 | When Thieves Fall Out         | 23 gennaio 1960   |
| 21 | Twinkle, Twinkle, Little Star | 30 gennaio 1960   |
| 22 | A Lead from Mother Kelly      | 6 febbraio 1960   |
| 23 | The Slinger and the Slush     | 13 febbraio 1960  |
| 24 | The Threat                    | 20 febbraio 1960  |
| 25 | Anglo-Saxon Joy               | 27 febbraio 1960  |
| 26 | No Place for Sentiment        | 5 marzo 1960      |
| 27 | The Black and the White       | 12 marzo 1960     |
| 28 | The Little School             | 19 marzo 1960     |
| 29 | Mr. Pettigrew's Bowler        | 26 marzo 1960     |
| 30 | Everything Goes in Threes     | 2 aprile 1960     |

## The Bent Screw
- Prima televisiva: 12 settembre 1959

### Trama
- Interpreti: Geoffrey Adams (agente Lauderdale), Graham Ashley (agente Hughes), Freda Bamford (Annie Stobart), Clive Baxter (Morison), Richard Burrell (principale Officer), Peter Byrne (detective Con. Andy Crawford), Harold Goodwin (Pinky Croft), Jeanette Hutchinson (Mary Crawford), Moira Mannion (sergente Grace Millard), Bernadette Milnes (Mrs. Croft), James Raglan (Prison Governor), Arthur Rigby (sergente Flint), Jack Warner (agente George Dixon), David Webster (Cadet Jamie MacPherson), Jerold Wells (Trotter Kelly), Lionel Wheeler (Walter Blake)

## The Lodgers
- Prima televisiva: 19 settembre 1959

### Trama
- Interpreti: Geoffrey Adams (agente Lauderdale), Graham Ashley (agente Hughes), Ernest Butcher (Dick Hambledon), Peter Byrne (detective Con. Andy Crawford), Dorothy Casey (Nancy Murphy), Glyn Houston (Alf Morgan), Jeanette Hutchinson (Mary Crawford), Evelyn Kerry (Miss White), Moira Mannion (sergente Grace Millard), Marion Mathie (Peg Morgan), Arthur Rigby (sergente Flint), Jack Warner (agente George Dixon), David Webster (Cadet Jamie MacPherson), Leslie Weston (Bill Hambledon)

## The Kid from Kirkintilloch
- Prima televisiva: 26 settembre 1959

### Trama
- Interpreti: Geoffrey Adams (agente Lauderdale), Graham Ashley (agente Hughes), George Bishop (Harper), Michael Brennan (Tiny Allbright), Peter Byrne (detective Con. Andy Crawford), Aloric Cottor (Jerry Allbright), Amy Dalby (Emily Adams), Jeanette Hutchinson (Mary Crawford), Moira Mannion (sergente Grace Millard), Arthur Rigby (sergente Flint), Jack Warner (agente George Dixon), David Webster (Cadet Jamie MacPherson), Bruce Wightman (Padgett)

## A Little Bit of Science
- Prima televisiva: 3 ottobre 1959

### Trama
- Interpreti: Geoffrey Adams (agente Lauderdale), Graham Ashley (agente Hughes), Michael Barnes (Mathers), Peter Byrne (detective Con. Andy Crawford), Robert Cawdron (detective Insp. Cherry), Violet Gould (Boxie), Jeanette Hutchinson (Mary Crawford), Moira Mannion (sergente Grace Millard), Arthur Rigby (sergente Flint), Harold Scott (Duffy Clayton), Jack Warner (agente George Dixon), David Webster (Cadet Jamie MacPherson)

## A Bomb Called Mary
- Prima televisiva: 10 ottobre 1959

### Trama
- Interpreti: Geoffrey Adams (agente Lauderdale), Graham Ashley (agente Hughes), John Boxer (Hobbs), Peter Byrne (detective Con. Andy Crawford), David Cole (tenente Burns), Violet Gould (Boxie), Frank Hickey (capitano Whitby), Christopher Hodge (Harry Smith), Jeanette Hutchinson (Mary Crawford), Moira Mannion (sergente Grace Millard), Rose Power (Ellen Sharpe), Robert Raglan (sovrintendente), Brian Rawlinson (sergente Chivers), Arthur Rigby (sergente Flint), Harold Scott (Duffy Clayton), Frank Sieman (Joe Sharpe), Jack Warner (agente George Dixon), David Webster (Cadet Jamie MacPherson), Anthony Wilson (Terry)

## The Case for Patrick Mulligan
- Prima televisiva: 17 ottobre 1959

### Trama
- Interpreti: Geoffrey Adams (agente Lauderdale), Graham Ashley (agente Hughes), Peter Byrne (detective Con. Andy Crawford), Shay Gorman (Patrick Mulligan), Jeanette Hutchinson (Mary Crawford), Moira Mannion (sergente Grace Millard), Stanley Platts (agente Bedlow), Arthur Rigby (sergente Flint), Harold Scott (Duffy Clayton), Jack Warner (agente George Dixon), David Webster (Cadet Jamie MacPherson)

## An Hour After Midnight
- Prima televisiva: 24 ottobre 1959

### Trama
- Interpreti: Geoffrey Adams (agente Lauderdale), Graham Ashley (agente Hughes), Peter Byrne (detective Con. Andy Crawford), Diana Hope (Mrs. Crighton), Jeanette Hutchinson (Mary Crawford), Emrys Leyshon (capitano Crighton), Moira Mannion (sergente Grace Millard), Gino Melvazzi (Carlo Delaney), Arthur Rigby (sergente Flint), Billy Thatcher (Darnley), Jack Warner (agente George Dixon), David Webster (Cadet Jamie MacPherson), Pearl Winkworth (Maisie Peters)

## Shaking the Law
- Prima televisiva: 31 ottobre 1959

### Trama
- Interpreti: Geoffrey Adams (agente Lauderdale), Carole Boyer (Betty Monahan), Peter Byrne (detective Con. Andy Crawford), Arnold Diamond (Hurst), Jeanette Hutchinson (Mary Crawford), Terence Knapp (Jackie Parker), Moira Mannion (sergente Grace Millard), Joan Newell (Maggie Parker), Norman Pierce (Porky Parker), Arthur Rigby (sergente Flint), Michael Stainton (Barnham), Jack Warner (agente George Dixon), David Webster (Cadet Jamie MacPherson)

## George Drops the Book
- Prima televisiva: 7 novembre 1959

### Trama
- Interpreti: Geoffrey Adams (agente Lauderdale), Graham Ashley (agente Hughes), Ballard Berkeley (Charles Devenish), Peter Byrne (detective Con. Andy Crawford), Winifred Hindle (Mrs. Huntley), Jeanette Hutchinson (Mary Crawford), Moira Mannion (sergente Grace Millard), Arthur Rigby (sergente Flint), Jack Warner (agente George Dixon), David Webster (Cadet Jamie MacPherson), Jill Williams (Peggy)

## Beyond Control
- Prima televisiva: 14 novembre 1959

### Trama
- Interpreti: Geoffrey Adams (agente Lauderdale), Graham Ashley (agente Hughes), Peter Byrne (detective Con. Andy Crawford), Paul Dainty (Derek Crouch), Aubrey Danvers-Walker (Court Official), Brian Dent (Clerk of the Court), Sherryl Griffin (Betty Slater), Frank Hawkins (Mr. Slater), Zoe Hicks (Mrs. Slater), Mary Hignett (Chairman of Magistrates), Jeanette Hutchinson (Mary Crawford), Moira Mannion (sergente Grace Millard), Guy Middleton (Fred Harper), Arthur Rigby (sergente Flint), Jack Warner (agente George Dixon), David Webster (Cadet Jamie MacPherson)

## A Flask of Black Coffee
- Prima televisiva: 21 novembre 1959

### Trama
- Interpreti: Geoffrey Adams (agente Lauderdale), Graham Ashley (agente Hughes), Peter Byrne (detective Con. Andy Crawford), Patrick Cargill (Hollis), Kenneth Cope (Banks), Garth Harrison (Freddie Cox), Jeanette Hutchinson (Mary Crawford), Sydney Keith (Mr. Pike), John Lewis (Fraser), Moira Mannion (sergente Grace Millard), Joyce Marlowe (Mrs. Cox), Arthur Rigby (sergente Flint), Jack Warner (agente George Dixon), David Webster (Cadet Jamie MacPherson)

## A Question of Decibels
- Prima televisiva: 28 novembre 1959

### Trama
- Interpreti: Geoffrey Adams (agente Lauderdale), Graham Ashley (agente Hughes), Peter Byrne (detective Con. Andy Crawford), Glyn Dearman (Mr. Birkett), Paul Eddington (Mr. Birch), Josephine Gordon (Julie Birch), Jeanette Hutchinson (Mary Crawford), Gillian Lind (Mrs. Chesney), Moira Mannion (sergente Grace Millard), Arthur Rigby (sergente Flint), Jack Warner (agente George Dixon), David Webster (Cadet Jamie MacPherson), Geoffrey Wincott (Mr. Chesney)

## A Toast for Sandy Brownrigg
- Prima televisiva: 5 dicembre 1959

### Trama
- Interpreti: Geoffrey Adams (agente Lauderdale), Graham Ashley (agente Hughes), Ganith Billington (agente Vera Croxley), Peter Byrne (detective Sgt. Andy Crawford), Noel Howlett (Mr. Bodley), Jeanette Hutchinson (Mary Crawford), Jill Hyem (agente Jean Bond), Moira Mannion (sergente Grace Millard), Robert Raglan (sovrintendente), Irene Richmond (Mrs. Soames), Arthur Rigby (sergente Flint), Dorothy Turner (Miss Elrick), Jack Warner (agente George Dixon), David Webster (Cadet Jamie MacPherson)

## Send for Santa Claus
- Prima televisiva: 12 dicembre 1959

### Trama
- Interpreti: Geoffrey Adams (agente Lauderdale), Graham Ashley (agente Hughes), George Betton (Chevy Chase), Peter Byrne (detective Sgt. Andy Crawford), Dorothy Casey (Nancy Murphy), Anthea Holloway (Mrs. Dawson), Philip Howard (Alf), Jeanette Hutchinson (Mary Crawford), Moira Mannion (sergente Grace Millard), Arthur Rigby (sergente Flint), Tony Sympson (Little Bert), Derek Tansley (Big Bert), Jack Warner (agente George Dixon), David Webster (Cadet Jamie MacPherson)

## Ma's Seven Bundles
- Prima televisiva: 19 dicembre 1959

### Trama
- Interpreti: Geoffrey Adams (agente Lauderdale), Graham Ashley (agente Hughes), Olwen Brookes (Mrs. Manton), Peter Byrne (detective Sgt. Andy Crawford), Dorothy Casey (Nancy Murphy), Margaret Elliott (infermiera), Jeanette Hutchinson (Mary Crawford), Sydney Keith (Solly Pike), Maisie MacFarquhar (Ma Harriet), Moira Mannion (sergente Grace Millard), Brenda Peters (Mrs. Peters), Arthur Rigby (sergente Flint), Terence Soall (Mr. Hunt), Jack Warner (agente George Dixon), David Webster (Cadet Jamie MacPherson)

## A Piece of Pink Ribbon
- Prima televisiva: 26 dicembre 1959

### Trama
- Interpreti: Geoffrey Adams (agente Lauderdale), Graham Ashley (agente Hughes), Peter Byrne (detective Sgt. Andy Crawford), Betty Cardno (Sorella McKerchar), Diane Clare (Ellie Martin), Marian Collins (Janice Wilson), Joyce Donaldson (Mrs. Allard), Jack Holloway (Mr. Martin), Jeanette Hutchinson (Mary Crawford), Sydney Keith (Solly Pike), Moira Mannion (sergente Grace Millard), Arthur Rigby (sergente Flint), Jack Warner (agente George Dixon), David Webster (Cadet Jamie MacPherson)

## The Knock Man
- Prima televisiva: 2 gennaio 1960

### Trama
- Interpreti: Geoffrey Adams (agente Lauderdale), Graham Ashley (agente Hughes), Peter Byrne (detective Sgt. Andy Crawford), Nora Gordon (Mrs. Hamilton), Jeanette Hutchinson (Mary Crawford), Moira Mannion (sergente Grace Millard), Arthur Rigby (sergente Flint), Stanley Van Beers (Wilkie), Jack Warner (agente George Dixon), David Webster (Cadet Jamie MacPherson)

## A Very Peculiar Business
- Prima televisiva: 9 gennaio 1960

### Trama
- Interpreti: Geoffrey Adams (agente Lauderdale), Graham Ashley (agente Hughes), Peter Byrne (detective Sgt. Andy Crawford), John Carol (Smiler Bennett), Dorothy Casey (Nancy Murphy), Jeanette Hutchinson (Mary Crawford), Charles Lamb (Tosh), Moira Mannion (sergente Grace Millard), Stephen Portch (Alan O'Connor), Arthur Rigby (sergente Flint), Dorothy Turner (Mrs. Ryan), Jack Warner (agente George Dixon), David Webster (Cadet Jamie MacPherson)

## The Guilty Party
- Prima televisiva: 16 gennaio 1960

### Trama
- Interpreti: Geoffrey Adams (agente Lauderdale), Graham Ashley (agente Hughes), Robert Brown (Dick Hastings), Peter Byrne (detective Sgt. Andy Crawford), Marian Diamond (Jean Taylor), John Graham (Mr. Hyde), Jane Grahame (Woman Caller), Jeanette Hutchinson (Mary Crawford), Sally Lewis (Patricia Mitchell), Moira Mannion (sergente Grace Millard), Arthur Rigby (sergente Flint), Irene Sutcliffe (Lilian Hastings), Jack Warner (agente George Dixon), David Webster (Cadet Jamie MacPherson)

## When Thieves Fall Out
- Prima televisiva: 23 gennaio 1960

### Trama
- Interpreti: Geoffrey Adams (agente Lauderdale), Graham Ashley (agente Hughes), Wilfred Babbage (Councillor Wilcott), Peter Byrne (detective Sgt. Andy Crawford), John Gabriel (Gerald Scobie), Jeanette Hutchinson (Mary Crawford), Moira Mannion (sergente Grace Millard), Lane Meddick (Bert Small), Yvette Rees (Carol Small), Arthur Rigby (sergente Flint), Jack Warner (agente George Dixon), David Webster (Cadet Jamie MacPherson)

## Twinkle, Twinkle, Little Star
- Prima televisiva: 30 gennaio 1960

### Trama
- Interpreti: Geoffrey Adams (agente Lauderdale), Carole Allen (Sheila Marsh), Cass Allen (Sheila Marsh), Graham Ashley (detective Con. Hughes), Peter Byrne (detective Sgt. Andy Crawford), Robert Cawdron (detective Insp. Cherry), Eric Dodson (Dance Hall Manager), John Downing (Eddie Marsh), Harvey Hall (Hugh Michaels), Jeanette Hutchinson (Mary Crawford), Moira Mannion (sergente Grace Millard), Michael McStay (agente Wyman), Arthur Rigby (sergente Flint), Jack Warner (agente George Dixon), David Webster (Cadet Jamie MacPherson), Gladys Young (Mrs. Michaels)

## A Lead from Mother Kelly
- Prima televisiva: 6 febbraio 1960

### Trama
- Interpreti: Geoffrey Adams (agente Lauderdale), Michael Brennan (Jack Kelly), Peter Byrne (detective Sgt. Andy Crawford), Robert Cawdron (detective Insp. Cherry), Michael Crawford (Chris Kelly), Frank Hawkins (Mick Cobb), Jeanette Hutchinson (Mary Crawford), Jill Hyem (Frankie), Oliver Johnston (Mr. Simpkins), Moira Mannion (sergente Grace Millard), David Phethean (agente Nightingale), Arthur Rigby (sergente Flint), Keith Taylor (Dupuis), Jack Warner (agente George Dixon), David Webster (Cadet Jamie MacPherson), Joan Young (Nan Kelly)

## The Slinger and the Slush
- Prima televisiva: 13 febbraio 1960

### Trama
- Interpreti: Geoffrey Adams (agente Lauderdale), Peter Byrne (detective Sgt. Andy Crawford), Brian Drew (marinaio), Jeanette Hutchinson (Mary Crawford), Malcolm Knight (Tony Beeny), John Lewis (Mr. Bakewell), Moira Mannion (sergente Grace Millard), Edna Morris (Edith Beeny), Patrick Newell (Bill Jordan), David Phethean (agente Nightingale), Walter Randall (Slim Vachos), Arthur Rigby (sergente Flint), Veronica Turleigh (Marion Wiltshire), Tony Wager (Mr. Norden), Jack Warner (agente George Dixon), David Webster (Cadet Jamie MacPherson)

## The Threat
- Prima televisiva: 20 febbraio 1960

### Trama
- Interpreti: Geoffrey Adams (agente Lauderdale), Graham Ashley (detective Con. Hughes), Laidman Browne (Mr. Justice Seabrook), Peter Byrne (detective Sgt. Andy Crawford), Rio Fanning (Mendoza), Jeanette Hutchinson (Mary Crawford), Moira Mannion (sergente Grace Millard), Michael McStay (agente Wyman), Bartlett Mullins (Conky Carter), David Phethean (agente Nightingale), Arthur Rigby (sergente Flint), Evelyn Scott-Patton (Mrs. Briggs), Jack Warner (agente George Dixon), David Webster (Cadet Jamie MacPherson)

## Anglo-Saxon Joy
- Prima televisiva: 27 febbraio 1960

### Trama
- Interpreti: Geoffrey Adams (agente Lauderdale), Graham Ashley (detective Con. Hughes), Joyce Barbour (Fay Humphrey), Reginald Beckwith (Anglo-Saxon Joy), Peter Byrne (detective Sgt. Andy Crawford), Mary Hignett (Mrs. Carol), Jeanette Hutchinson (Mary Crawford), Michael Lees (Mr. Hayes), Moira Mannion (sergente Grace Millard), David Phethean (agente Nightingale), Jocelyn Rhodes (Sheila Hayes), Arthur Rigby (sergente Flint), Jack Warner (agente George Dixon), David Webster (Cadet Jamie MacPherson)

## No Place for Sentiment
- Prima televisiva: 5 marzo 1960

### Trama
- Interpreti: Geoffrey Adams (agente Lauderdale), Graham Ashley (detective Con. Hughes), Peter Byrne (detective Sgt. Andy Crawford), Margaret Flint (Mrs. Hagerty), David Hemmings (Billy McGee), Jeanette Hutchinson (Mary Crawford), Douglas Ives (Spider Webb), Moira Mannion (sergente Grace Millard), Arthur Rigby (sergente Flint), Jack Warner (agente George Dixon), David Webster (Cadet Jamie MacPherson)

## The Black and the White
- Prima televisiva: 12 marzo 1960

### Trama
- Interpreti: Geoffrey Adams (agente Lauderdale), Graham Ashley (detective Con. Hughes), Barbara Assoon (Ruth Johnson), Freda Bamford (Mrs. Gray), Anthony Bate (agente Bert Scott), Diana Beaumont (Mrs. Wilcox), Peter Byrne (detective Sgt. Andy Crawford), George Curtis (agente Fortis), Hilda Fenemore (Maisie), Lionel Gamlin (Tyne), Jeanette Hutchinson (Mary Crawford), Dan Jackson (Alex Johnson), Max Latimer (agente Mortimer), Moira Mannion (sergente Grace Millard), Larry Martyn (Jimmy Humphrey), Lionel Ngakane (Jumble), David Phethean (agente Nightingale), Robert Raglan (sovrintendente), Arthur Rigby (sergente Flint), David Stuart (agente Shipley), Jack Warner (agente George Dixon), David Webster (Cadet Jamie MacPherson)

## The Little School
- Prima televisiva: 19 marzo 1960

### Trama
- Interpreti: Geoffrey Adams (agente Lauderdale), Graham Ashley (detective Con. Hughes), Peter Byrne (detective Sgt. Andy Crawford), Richard Gale (Frank Barbour), Violet Gould (Boxie), Jane Grahame (Miss Fox), Kristin Helga (Helga), Jeanette Hutchinson (Mary Crawford), Moira Mannion (sergente Grace Millard), Anita Prynne (Joy Talbot), Arthur Rigby (sergente Flint), Jack Warner (agente George Dixon), David Webster (Cadet Jamie MacPherson), Margery Withers (Miss Wynn), Rosamund Woodward (Nan Barbour)

## Mr. Pettigrew's Bowler
- Prima televisiva: 26 marzo 1960

### Trama
- Interpreti: Geoffrey Adams (agente Lauderdale), Graham Ashley (detective Con. Hughes), Peter Byrne (detective Sgt. Andy Crawford), Patrick Cargill (Donald Pettigrew), Judy Cornwell (Iris Pettigrew), June Ellis (Mrs. Pettigrew), Charles Farrell (Joe Bullevant), Jeanette Hutchinson (Mary Crawford), Moira Mannion (sergente Grace Millard), Arthur Rigby (sergente Flint), Sheila Robins (Pearl Hammond), Jack Warner (agente George Dixon), David Webster (Cadet Jamie MacPherson)

## Everything Goes in Threes
- Prima televisiva: 2 aprile 1960

### Trama
- Interpreti: Geoffrey Adams (agente Lauderdale), Graham Ashley (detective Con. Hughes), Frank Atkinson (Will Bingham), Peter Byrne (detective Sgt. Andy Crawford), Dorothy Casey (Nancy Murphy), Robert Cawdron (detective Insp. Cherry), John Dearth (Reg Stokes), Camilla Hasse (Maria), Rose Hill (Mrs. Stokes), Jeanette Hutchinson (Mary Crawford), Desmond Llewelyn (detective Insp. Jones), Moira Mannion (sergente Grace Millard), Ferdy Mayne (Pym), Bernadette Milnes (Baby Pym), David Phethean (agente Nightingale), Arthur Rigby (sergente Flint), Gregory Scott (Hugh David), Harold Scott (Duffy Clayton), Jack Warner (agente George Dixon), David Webster (Cadet Jamie MacPherson), Patricia Wilson (Pam Stokes), Michael Brennan (Jack Kelly), David Hemmings (Billy McGee), Sydney Keith (Solly Pike), Robert Raglan (sovrintendente), Joan Young (Nan Kelly)